# 弗塞廷

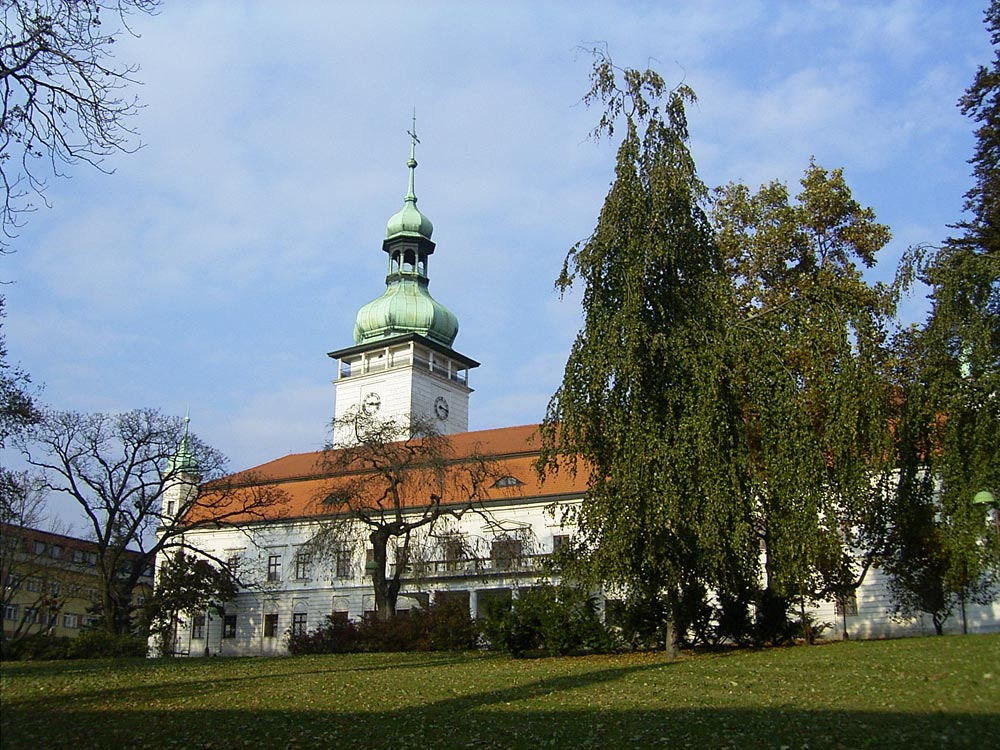

弗塞廷是捷克的城鎮，位於該國東部貝奇瓦河畔，距離首府茲林30公里，由茲林州負責管轄，始建於十四世紀，面積57.62平方公里，海拔高度342米，2005年人口28,350。

## 外部連結
- Official website （页面存档备份，存于）
- Webcam （页面存档备份，存于）
- http://www.vsetinvobrazech.cz （页面存档备份，存于） - old pictures and photos of Vsetin